# Ein charmanter Schurke
Ein charmanter Schurke ist ein US-amerikanisches Filmdrama aus dem Jahr 1935.

## Handlung
Der Herausgeber Tony Mallare ist ein intellektueller aber herzloser Schwerenöter. Er umgibt sich mit einer Gruppe von Snobs, die zwar seine Brillanz preisen, aber hinter seinem Rücken über ihn herziehen. Als Tony sich weigert, das Buch des Philosophen Slazack herauszugeben, begeht dieser Selbstmord. Tony bezeichnet dies als dummen Versuch, Aufmerksamkeit zu erringen. Tony bandelt mit der jungen Poetin Cora Moore an, die daraufhin ihren Verehrer Captain Paul Decker verlässt. Paul erkennt in Tony einen typischen Don Juan und versucht, ihn zu erschießen. Doch Paul trifft nur die Tabaksdose. Tony nennt den Vorfall einen Akt der Ehre und weigert sich, Anklage gegen Paul zu erheben.
Tony und Cora lassen sich die Zukunft von einer Zigeunerin vorhersagen. Gegenüber Tony ist die Frau distanziert, doch Cora prophezeit sie ein langes Leben und gibt ihr ein Medaillon. Monate später lässt Tony Cora wegen der Pianistin Maggie sitzen. Cora leidet und beginnt zu trinken. Bald darauf sucht sie Tony auf, um sich von ihm Geld zu leihen, mit dem sie den mittlerweile bettelarmen Paul aus dem Gefängnis holen will. Tony weigert sich und nennt es eine moralische Erpressung. Cora verflucht Tony und wünscht sich, dass er bei einem Flugzeugabsturz ums Leben kommt.
Tony macht sich auf den Weg zu den Bermudas, um dort Maggie zu heiraten. Sein Flugzeug stürzt ab. Allerdings war Maggies Einladung, auf den Bermudas zu heiraten, nur ein Scherz. Keiner aus Tonys Bekanntschaft trauert um Tony, und auch Cora muss, als sie die Nachricht des Absturzes erhält, lachen. Doch Tony kehrt als Geist zurück, da die Seelen von ungeliebten Menschen keine Ruhe finden können. Er hat einen Monat Zeit, jemanden zu finden, der um ihn weint.
Die Tage vergehen und Tony sucht verzweifelt nach Cora, die Paul in einer schäbigen Pension gefunden hat und ihn um Verzeihung bittet. Als Tony nur noch einen Tag Zeit hat, sieht er Coras Medaillon in einem Pfandhaus. Tony lockt Cora in die Pension, wo Paul gerade Selbstmord verüben will. Tony tritt ins Zimmer und bittet Paul um Vergebung. Als er ihm Geld geben will, schießt Paul auf Tony, kann ihn aber nicht verletzen. Tony betet zu Gott, dass er Cora und Paul Frieden geben solle. Paul richtet die Waffe gegen sich selber und drückt ab, doch die Wunde heilt von selber. Cora weint voller Dankbarkeit. Tony fragt sie, ob diese Tränen für ihn seien.

## Kritik
Das Lexikon des internationalen Films beschrieb den Film als „melodramatische, mit Zynismus gewürzte Geschichte; bemerkenswert die brillante Darstellung der Hauptrolle.“
Andre Sennwald von der New York Times befand, das Autorengespann Hecht/MacArthur habe Noel Coward in Beschlag genommen und einen sehr unterhaltsamen geistreichen und bizarren Film geschaffen.
Die Variety verglich den Film mit einem Hörbuch. Viel Dialog und viel Gerede mit einem Minimum an Handlung.
Don Druker vom „Chicago Reader“ sprach von einem schwerfälligen und wichtigtuerischen Melodram.

## Auszeichnungen
1936 wurden Ben Hecht und Charles MacArthur in der Kategorie Beste Originalgeschichte mit dem Oscar ausgezeichnet.

## Hintergrund
Die Premiere hatte der Film am 30. April 1935. In Deutschland erschien der Film erstmals am 23. September 1978 im Rahmen einer TV-Premiere im dritten Programm des BR.
Der Schriftsteller und Kritiker Alexander Woollcott hatte einen Gastauftritt als Vanderveer Veyden: Auch Ben Hecht und Charles MacArthur sind in einer Szene zu sehen, in der Burgess Meredith seine erste Filmrolle hat. Abgesehen von einem kurzen Auftritt in einem Stummfilm von David Wark Griffith ist dieser Film auch für Hauptdarsteller Noel Coward das Filmdebüt.
Das Drehbuch des Films basiert teilweise auf einem Roman von Ben Hecht. Die Filmfigur Tony Mallare soll sich dabei an den Theaterproduzenten Jed Harris anlehnen. Die Rollennamen der Hauptpersonen sind aus einem pornografischen Roman aus den 1920er Jahren, Fantasius Mallare, entnommen.
Der Film ist einer von über 700 Produktionen von Paramount Pictures, die zwischen 1929 und 1949 gedreht wurden, und deren Fernsehrechte 1958 an Universal Pictures verkauft wurden.